# Epooforon
L'epooforon, chiamato anche organo di Rosenmüller, è un residuo di epoca embrionale del tubulo mesonefrico che si ritrova nell'anatomia femminile.

## Anatomia
Si osserva nel mesosalpinge ed è composto da 10-15 canalicoli che portano al dotto di Gartner.